# Вардарски скобар
Вардарски скобар (Chondrostoma vardarense) е вид сладководна риба от семейство Шаранови, балкански ендемит.

## Разпространение
Видът е разпространен в Южна Албания, Северна Македония, Северна Гърция, Южна България и Източна Тракия. Обитава реките Вьоса, Вардар, Бистрица, Пеней, Струма, Места, Марица и техните притоци.